# Europe (album)
Pour les articles homonymes, voir Europe (homonymie).
Albums de Europe
Wings of Tomorrow
(1984)
Singles
1. Seven Doors Hotel
Sortie : 14 mars 1983

Europe est le premier album studio du groupe de rock suédois Europe. Il est sorti le 24 février 1983.

## Historique
Après avoir gagné le titre du meilleur groupe suédois au concours Rock SM, le groupe se voit offrir l'enregistrement d'un album sur le label Hot Records. Le groupe entre aux studios Electra de Stockholm à l'automne 1982 pour enregistrer son premier album contenant uniquement des compositions du groupe.
Celui-ci sortira le 23 février 1983 et paraîtra  chez Hot Records en Suède, Epic Records en Europe et Amérique du Nord, et Victor au Japon.
Il se classe à la 8e place des charts suédois, et le single Seven Doors Hotel se classe à la 10e place dans les charts japonais.

## Liste des titres
- Toutes les pistes écrites et composées par Joey Tempest, sauf indication.

Face 1
1. In the Future to Come  – 5:00
2. Farewell – 4:16
3. Seven Doors Hotel  – 5:16
4. The King Will Return  – 5:35
5. Boyazont [instrumental] (Norum, Meduza) – 2:32

Face 2
1. Children of This Time  – 4:55
2. Words of Wisdom  – 4:05
3. Paradize Bay  – 3:53
4. Memories  – 4:32

## Musiciens
- Joey Tempest – chant, guitare acoustique & claviers
- John Norum – guitares
- John Levén – basse
- Tony Reno – batterie, percussions

## Charts
| Pays  | Durée du classement | Meilleur classement |
| ----- | ------------------- | ------------------- |
| Suède | 5 semaines          | 8e                  |